# ماري جيل
ماري جيل (بالفرنسية: Marie Gil)‏ هي مُدرسة فرنسية، ولدت في 14 ديسمبر 1984.